# Яновский, Николай Николаевич (член Думы)
Никола́й Никола́евич Яно́вский (2 (14) июня 1875 — после 1917) — калужский уездный предводитель дворянства, член Государственной думы 3-го и 4-го созывов от Калужской губернии.

## Биография
Православный. Из потомственных дворян Калужской губернии. Землевладелец Калужского уезда (200 десятин). Сын губернского предводителя дворянства Николая Семёновича Яновского и жены его Варвары Егоровны Титовой.
По окончании Императорского училища правоведения в 1897 году, поступил на службу в Министерство юстиции и был откомандирован для занятий в канцелярию 1-го департамента Сената. В 1898 году был избран Калужским уездным предводителем дворянства в связи с чем оставил службу в Сенате. Уездным предводителем дворянства состоял до 1908 года. Кроме того, избирался гласным Калужского уездного и губернского земских собраний, а также почетным мировым судьей. Дослужился до чина статского советника (1912), из наград имел орден св. Анны 3-й степени (1901). Был членом «Союза 17 октября».
В 1907 году был избран членом III Государственной думы от Калужской губернии. Входил во фракцию октябристов. Состоял членом комиссий: по местному самоуправлению, по направлению законодательных предположений, по судебным реформам.
В 1912 году вновь был избран в члены Государственной думы от Калужской губернии съездом землевладельцев. Входил во фракцию октябристов. Состоял членом комиссий: по местному самоуправлению, по направлению законодательных предложений, по судебным реформам. 24 июля 1913 года сложил полномочия члена ГД.
Был женат на Ольге Михайловне Пущиной 17 мая 1915 года. Жил в п. Ильинском Московской области (согласно С. Е. Трубецкому, расстрелян большевиками).